# Diamant flamenc

Mapa del Diamant flamenc (Bélgica).

El Diamant flamenc (en neerlandès:  Vlaamse ruit) és el nom d'una àrea que comprèn les províncies centrals de Flandes, Bèlgica. Els seus vèrtexs són les aglomeracions de Brussel·les, Gant, Anvers i Lovaina. Allà viuen aproximadament 5.500.000 persones amb una densitat de població superior a 800 habitants per quilòmetre quadrat.
El terme és principalment un concepte del govern flamenc per denominar una de les més grans àrees metropolitanes d'Europa.

## Dinàmica
La distància des d'Anvers a Brussel·les és d'aproximadament 51 quilòmetres. La ciutat de Mechelen es troba al mig, i cap a Brussel·les, la zona industrial de Vilvoorde. Amb el port d'Anvers s'estén cap al nord, això està reconegut com un important eix urbà i industrial de nord a sud. L'àrea triangular occidental de les grans ciutats d'Anvers - Brussel·les - Gant comprèn les ciutats de Lokeren situada a l'oest de Sint-Niklaas, la de Dendermonde al nord d'Aalst, així com la zona industrial Boom - Willebroek, en general està una mica menys urbanitzada. El mateix succeeix amb les més petites a l'est del triangle d'Anvers - Brussel·les - Lovaina, que comprèn la ciutat de Lier.
Així, més o menys amb forma geomètrica d'un diamant, el terme «Ruit Vlaamse» (que no té cap connotació amb qualsevol joia) o «Diamond flamenc», és un concepte d'infraestructura del govern flamenc (a part del centre de la zona metropolitana de Brussel·les), que s'ha convertit en una referència com la zona de Bèlgica més urbanitzada i industrialitzada i pròspera. Manté forts llaços econòmics amb les regions metropolitanes del Randstad dels Països Baixos, i el Rin-Ruhr d'Alemanya. Les seves relacions es vinculen també al seu entorn immediat amb més d'un centenar de quilòmetres, en l'economia internacional i global.